# (74278) 1998 SR119
(74278) 1998 SR119 – planetoida z pasa głównego asteroid okrążająca Słońce w ciągu 4,66 lat w średniej odległości 2,79 j.a. Odkryta 26 września 1998 roku.